# Parel van Grote Waarde
De Parel van Grote Waarde (Engels: Pearl of Great Price) is een van de heilige boeken van de Kerk van Jezus Christus van de Heiligen der Laatste Dagen, ook wel bekend als Mormonen. Het bevat een verzameling van een aantal boeken, door de Mormonen toegeschreven aan Mozes en Abraham, plus een deel kerkgeschiedenis.
Samen met de Bijbel, het boek van Mormon en de Leer en Verbonden behoort de Parel van Grote Waarde tot de zogenaamde standaardwerken van de Kerk van Jezus Christus van de Heiligen der Laatste Dagen.